# Aleksandras Zeltinis
Aleksandras Zeltinis (ur. 19 lutego 1951 w Birżach) – litewski ekonomista i polityk. Poseł na Sejm Republiki Litewskiej.

## Życiorys
W 1973 uzyskał tytuł inżyniera elektryka na Politechnice w Kownie, a w roku 1980 studiował ekonomię na Uniwersytecie Wileńskim.
W latach 1976–1979 był starszym inżynierem ds. Likwidacji i Gazyfikacji Gazu w Wilnie.
Od 22 marca 2013 uzyskał mandat posła na Sejm Republiki Litewskiej z ramienia Litewskiej Partii Socjaldemokratycznej. Wybrany w wyborach powtórnych, które przeprowadzono 3 i 17 marca 2013. Od 1979 był instruktorem w komitecie partyjnym w Wilnie. 1983-1984 – Wiceprzewodniczący Komitetu Wykonawczego Miasta Wilna. Od 1989 był zastępca dyrektora w Litewskim Centrum Standaryzacji i Metrologii. Od 1991 dyrektor oddziału w firmie handlowej Litcommerz. Następnie dyrektor firmy Germalita, a potem Litewskiej Agencji Małej i Średniej Przedsiębiorczości. Od 1996 do 1998 roku kierownik ds. Marketingu w Fligge & Schmidt International Marketing Company w Hamburgu. W latach 1998–1999 analityk, kierownik w niemieckiej firmie VELUX GmbH. Następnie w  2000-2006 dyrektor ds. Europy Wschodniej w SMB International GmbH. Od 2006 doradca Ministra Rolnictwa Republiki Litewskiej, 2011 – manager na Europę wschodnią i zachodnią w GTS Global Trading Services.